# Antodice juncea
Antodice juncea är en skalbaggsart som beskrevs av Bates 1881. Antodice juncea ingår i släktet Antodice och familjen långhorningar. Inga underarter finns listade i Catalogue of Life.